# Ziegenmühle
Ziegenmühle ist ein Ortsteil des Marktes Neukirchen-Balbini im Landkreis Schwandorf des Regierungsbezirks Oberpfalz im Freistaat Bayern.

## Geografie
Ziegenmühle liegt 200 Meter südwestlich der Staatsstraße 2040, 3 Kilometer südöstlich von Neukirchen-Balbini am Hiltenbach. Der Hiltenbach fließt mäandrierend in einem Taleinschnitt südöstlich an der Ziegenmühle vorbei und mündet 700 Meter weiter südlich bei der Weihermühle in den Horatzbach.

## Geschichte
Neunburg wurde zu Beginn des 16. Jahrhunderts in ein Inneres und ein Äußeres Gericht unterteilt. Das Innere Gericht umfasste den Ostteil des Gebietes und das Äußere Gericht den Westteil. Die Grenze zwischen Innerem und Äußerem Gericht verlief von Norden nach Süden: Die Ortschaften Oberauerbach, Fuhrn und Taxöldern gehörten zum Äußeren Amt, während Grasdorf, Luigendorf und Pingarten zum Inneren Amt gehörten. Ziegenmühle gehörte zum Inneren Amt.
Ziegenmühle (auch: Zügenmühl, Ziegmüll, Zügen Mühl, Zügenmühle) wurde im Amtsverzeichnis von 1622 mit einer Mühle aufgeführt. 1631 hatte Ziegenmühle 1 Mühle, 3 Rinder, 1 Schwein. Im Steuerbuch von 1631 wurden für Ziegenmühle 1 Mühle, 2 Rinder verzeichnet. Die Steuer betrug 2 Gulden 43¾ Kreuzer. 1661, nach dem Dreißigjährigen Krieg, gab es in Ziegenmühle nur noch 2 Rinder und die Steuer betrug 1 Gulden 54¾ Kreuzer. Im Salbuch von 1785 erschien Ziegenmühle mit Naturalzins von einer Person. 1808 hatte Ziegenmühle 1 Anwesen, der Eigentümer hieß Höcherl.
1808 wurde die Verordnung über das allgemeine Steuerprovisorium erlassen. Mit ihr wurde das Steuerwesen in Bayern neu geordnet und es wurden Steuerdistrikte gebildet. Dabei kam Ziegenmühle zum Steuerdistrikt Enzenried. Der Steuerdistrikt Enzenried bestand aus den Ortschaften Dehnhof mit 1 Anwesen, Enzenried mit 9 Anwesen, Goppoltsried mit 7 Anwesen, Grottenthal mit 1 Anwesen, Hansenried mit 13 Anwesen, Hippoltsried mit 3 Anwesen, Oed bei Goppoltsried (Oedhof) mit 2 Anwesen, Rodlseign mit 1 Anwesen, Weihermühle mit 1 Anwesen, Wirnetsried mit 1 Anwesen, Ziegenmühle mit 2 Anwesen.
1820 wurden im Landgericht Neunburg vorm Wald Ruralgemeinden gebildet. Dabei kam Ziegenmühle zur Ruralgemeinde Hansenried. Zur Ruralgemeinde Hansenried gehörten die Dörfer Dehnhof mit 1 Familie, Enzenried mit 11 Familien, Hansenried mit 13 Familien, Thanried mit 11 Familien, Weihermühle mit 1 Familie, Ziegenmühle mit 2 Familien. 1864 kam Scheiblhof hinzu.
1978 wurde die Gemeinde Hansenried aufgelöst. Thanried kam zur Gemeinde Stamsried. Alle anderen Gemeindeteile einschließlich Weihermühle kamen zur Gemeinde Neukirchen-Balbini.
Ziegenmühle gehört zur Pfarrei Neukirchen-Balbini. 1997 hatte Ziegenmühle 6 Katholiken.

## Einwohnerentwicklung ab 1809
| Jahr | Einwohner  | Gebäude |
| ---- | ---------- | ------- |
| 1809 | 14         | k. A.   |
| 1820 | 2 Familien | k. A.   |
| 1838 | 11         | 2       |
| 1861 | 12         | 7       |
| 1871 | 22         | 8       |
| 1885 | 8          | 2       |
| 1900 | 8          | 2       |

| Jahr | Einwohner | Gebäude |
| ---- | --------- | ------- |
| 1913 | 4         | 1       |
| 1925 | 4         | 1       |
| 1950 | 6         | 1       |
| 1961 | 7         | 1       |
| 1970 | 6         | k. A.   |
| 1987 | 5         | 1       |
| 2011 | 4         | k. A.   |

## Bodendenkmal
In dem am Nordostrand von Ziegenmühle gelegenen Feld befindet sich eine Siedlung der Jungsteinzeit. Sie ist als Bodendenkmal ausgewiesen, Denkmalnummer D-3-6740-0064.